# Daniël Noteboom

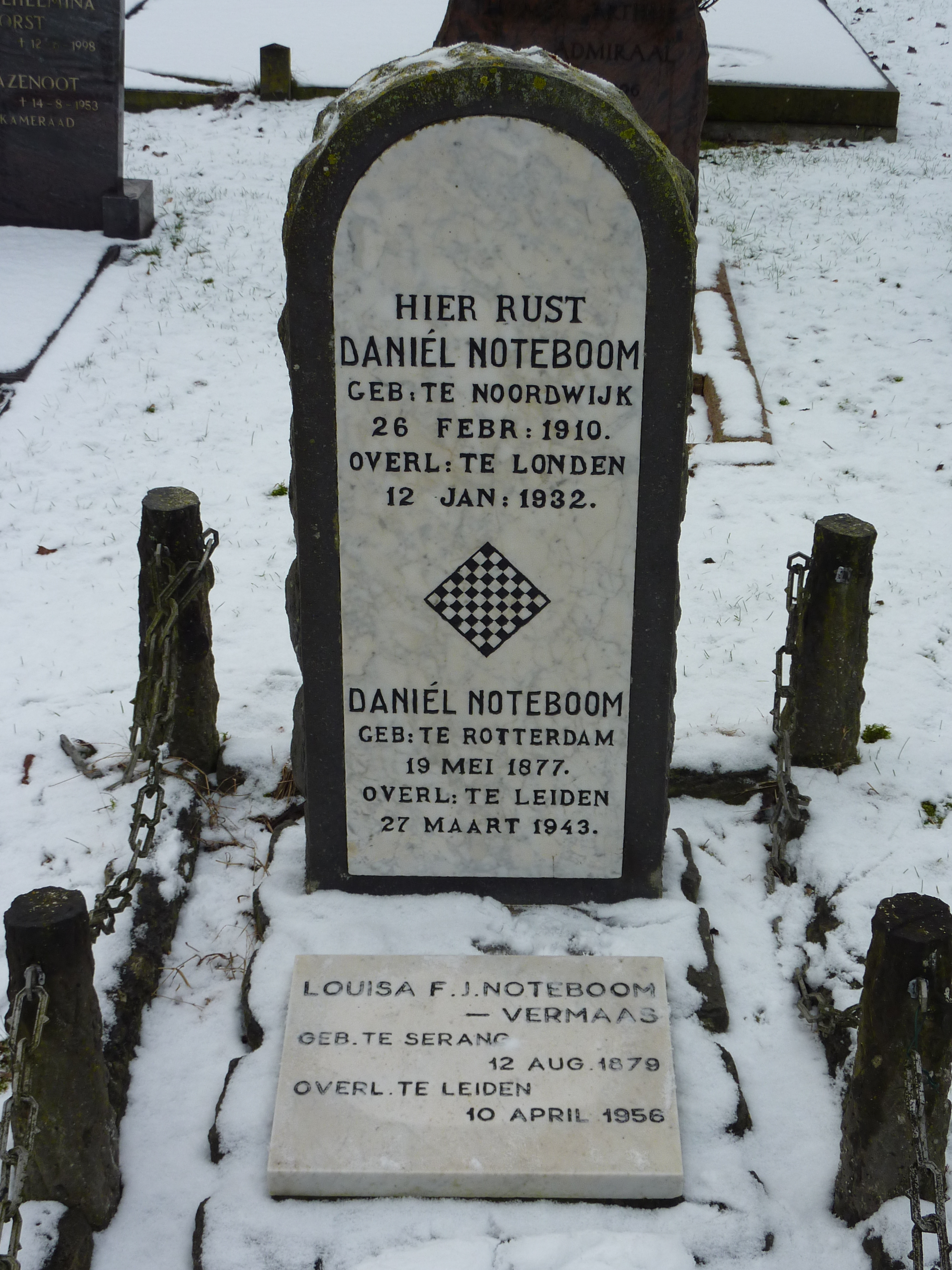
Daniël Notebooms Grab in Noordwijk

Daniël Noteboom (* 26. Februar 1910 in Noordwijk; † 12. Januar 1932 in London) war ein niederländischer Schachspieler.
Noteboom war neben Max Euwe eines der größten Schachtalente der Niederlande in den 1920er und 1930er Jahren. Mitte der 1920er Jahre trat er einem Schachklub in Leiden bei. Noteboom spielte für die Niederlande bei den Schacholympiaden 1930 in Hamburg und 1931 in Prag. Noteboom spielte drei Wettkämpfe mit Salo Landau: 1928 spielten sie in Leiden 2,5:2,5 (+1 =3 −1), 1931 spielten sie zwei Mal in Rotterdam. Den ersten Wettkampf gewann Noteboom 5,5:3,5 (+5 =1 −3), den zweiten verlor er 1,5:5,5 (+1 =1 −5). 1931 unterlag Noteboom Max Euwe in Amsterdam mit 1,5:4,5 (+0 =3 −3). 1931 in Nizza wurde er Vierter, 1931/32 in Hastings Dritter. Noteboom starb bereits als 21-Jähriger an einer Lungenentzündung.
Seine beste historische Elo-Zahl von 2570 erreichte er im März 1931.
Nach ihm ist eine Variante in der Slawischen Verteidigung des Damengambits benannt: 1. d2–d4 d7–d5 2. c2–c4 c7–c6 3. Sb1–c3 e7–e6 4. Sg1–f3 d5xc4 5. a2–a4 Lf8–b4 6. e2–e3 b7–b5 7. Lc1–d2 a7–a5, die Noteboom-Variante.